# Zacharias Jansen
Zacharias Jansen (tudi Zacharias Janssen), nizozemski izumitelj, * okoli 1580, † okoli 1638.
Jansen je bil izdelovalec očal iz Middelburga (Nizozemska). Domnevno je okoli leta 1590, verjetno s pomočjo svojega očeta, Hansa Jansena, izdelal preprost prototip mikroskopa: cev z lečo na vsaki strani.
1. ↑  Nacionalna zbirka normativnih podatkov Češke republike
2. ↑  Virtualna mednarodna normativna datoteka — [Dublin, Ohio]: OCLC, 2003.
3. ↑  Deutsche Biographie — München BSB, Historische Kommission bei der Bayerischen Akademie der Wissenschaften, 2001.
4. ↑  ECARTICO